# Династія Летінгів
Летінги (італ. Letingi), династія лангобардських королів, які правили у V і VI століттях до 547. Це була перша лангобардська королівська династія.
Летінги обирались зборами воїнів, отримали сіоє династичне ім'я від Летука, першого відомого короля лангобардів. Коли Летук помер, його місце зайняв Алдігок. У 501 представник Летінгів Тато був зміщений своїм племінником Вако.
Династія Летінгів була усунута від влади, коли юний правитель Валтарій був убитий регентом Алдуїном, який захопив престол, заснувавши династію Гаузіанів. Проте, лінія Летінгів не згасла, оскільки Вальдрада, дочка Вако, стала дружиною Гарібальда I Баварського, а їхня дочка Теоделінда дружиною короля лангобардів Автарія та королевою лангобардів. Її нащадки утворили Баварську династію, бічну гілку династії Агілольфінгів.